# Lepanthes loddigesiana
Lepanthes loddigesiana är en orkidéart som beskrevs av Heinrich Gustav Reichenbach. Lepanthes loddigesiana ingår i släktet Lepanthes och familjen orkidéer. Inga underarter finns listade i Catalogue of Life.